# 喪慟
喪慟是指因喪失重要人事物而引發的悲痛情緒等反應，尤其指與自身具有感情紐帶的人或物之逝去。上述反應不僅侷限於情感層面，也包括生理、認知、行為、社交及精神等諸多方面的影響。
當人出現喪慟時很多情況下都與所愛之人離世有關，但同時亦可以是失去職業、寵物、地位、安全感或財產。反應可以隨著性格、家庭、文化及宗教而有所不同。
喪慟雖然是生活的一部份，但若無法排解則會有一定風險。嚴重的反應可能會引起家庭問題或對成員的傷害，例如孩子的死亡會增加離婚的風險。個人的信念或信仰亦會受到挑戰，在面對嚴重傷痛時會重新審定個人的立場。一些人可以獨自撐下來，悲傷輔導或其他的支援小組都對治療有更大的幫助。

## 理論

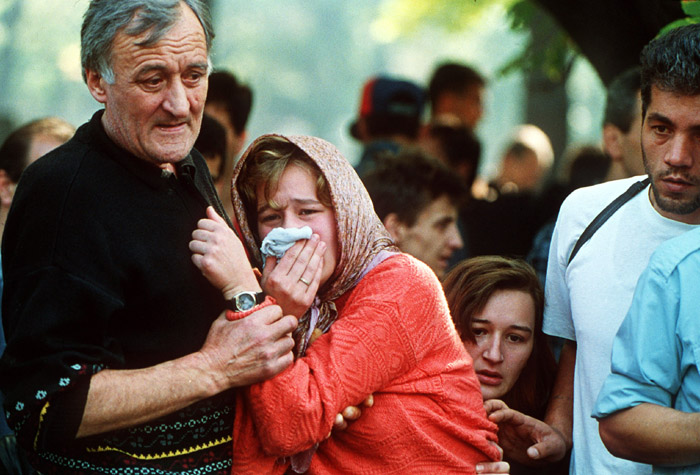
喪禮上的情境。

伊莉莎白·庫伯勒·羅斯博士（Dr. Elisabeth Kübler-Ross）將喪慟分開了幾個階段，包括否認、憤怒、協商、抑鬱及接受，統稱為「哀悼週期」。不過這個理論卻被認為過於簡單。於2008年，醫治哀痛輔導中心（Grief Recovery Institute）指這些階段是與喪慟者如何處理重要的人死亡有關。約翰·鮑比（John Bowlby）則列出喪慟的過程，包括震撼與麻木、懷念與搜索、瓦解與絕望、及重組。在心理生理層面上，喪慟的人會感到不真實、人格解體、退隱及麻醉自己。無論地位如何，他們都會傾向感到憤怒、挫敗、無助或受傷。瓦解與絕望都是普遍的過程。重組是消化了失去及重新審定生命及意義。

## 風險
喪慟的人會感到很大的壓力，對他們的身體及精神會造成很大負擔。在1960年代至1970年代的英國，喪親頭六個月的人多了見醫生，徵狀包括腹痛、呼吸困難等。另外，死亡率及自殺的風險亦相應提高。

## 種類及歷時
喪慟可以分為正常性及創傷性兩種。正常性喪慟一般涉及一連串對失去的短暫行為及感情反應。雖然這些反應會因人而異，但通常都會有夢魘、食慾問題、口乾、呼吸短促、睡眠障礙及重覆避免傷痛的動作。喪慟初期可能會出現幻覺。
自殺、謀殺、意外及其他突如其來的死亡，都會因突發的震撼而形成創傷性喪慟。這種震撼使到喪慟者首先就是要接受失去的事實。其他與死亡有關的情況也會造成創傷性喪慟。這種喪慟可以歷時多年。
創傷性喪慟最大的問題是喪慟者不願意放低喪慟，而喪慟更成為了他們生活的一部份。根據研究發現，創傷性喪慟會活化腦部的獎賞中樞，產生類似沉迷這些記憶的特性。

## 五种類型的哀慟
Susan A. Berger发现了五种类型的哀恸：
The nomads
还没有认识到悲伤对他们人生的影响。
The memorialists
他们热衷于以各种方法保存所爱的人的记忆，包括以纪念仪式怀念。
The normalizers
重建自己对于家庭或社区的归属感。
The activists
以各种方法帮助其他有类似经历的人。
The seekers
产生新的人生观、价值观、世界观，发现新的人生意义。

## 歷史文獻
舊約聖經約伯記，是古代歷史上最早探討「喪慟」這個課題的文學作品。